# Barkleyanthus salicifolius
Barkleyanthus salicifolius là một loài thực vật có hoa trong họ Cúc. Loài này được (Kunth) H.Rob. & Brettell mô tả khoa học đầu tiên năm 1974. Its common names include willow ragwort, willow groundsel, Barkley's-ragwort,